# Louis Nicolas de Neufville, duc de Villeroy
Louis Nicolas (VI.) de Neufville (* 24. Dezember 1663 in Paris; † 22. April 1734 ebenda) war Herzog von Retz und Beaupréau, Marquis d’Alincourt, 3. Herzog von Villeroy und Pair von Frankreich.

## Leben
Louis Nicolas de Neufville ist der Sohn des Marschalls François de Neufville, 2. Herzog von Villeroy (1644–1730), Staatsminister, Vorsitzender des Conseil royal des finances, Gouverneur Ludwigs XV., und Marie-Marguerite de Cossé-Brissac (* 1648; † 20. Oktober 1708), Dame de Beaupréau.
Im Spanischen Erbfolgekrieg kämpfte er als Offizier am 30. Juni 1703 in der Schlacht von Ekeren, in der sein Vater und Louis-François de Boufflers Oberkommandierende waren, sowie am 23. Mai 1706 in der Schlacht bei Ramillies unter dem Oberkommando seines Vaters und des Kurfürsten Max Emanuel von Bayern.
Er selbst wurde
- 1680  Lieutenant-général en Lyonnais als Nachfolger seines Großonkels Camille de Neufville de Villeroy, Erzbischof von Lyon
- 1693 Brigadier d’Infanterie,
- September 1702 Lieutenant-général des Armées du Roi,
- 1702 Ritter im Ordre royal et militaire de Saint-Louis
- Juni 1708 Capitaine de la 2e compagnie française des Gardes du Corps du Roi bei der Demission seines Vaters, sowie
- am 3. Juni 1724 Ritter im Orden vom Heiligen Geist.

1694 wurde er (durch Rücktritt seines Vaters) Herzog von Villeroy, 1696 Pair von Frankreich (er legte seinen Eid am 11. April 1696 vor dem Parlement ab). 1716 erbte er das Herzogtum Retz von seiner Cousine Paule Marguerite Françoise de Gondi, als diese am 21. Januar ohne Nachkommen starb. 1722 verzichtete er auf seine Duché-Pairie zugunsten seines ältesten Sohnes. Am 18. Juli 1730 wurde er durch den Tod seines Vaters 3. Herzog von Villeroy. Am 29. Juli 1730 wurde er als Gouverneur von Lyon en titre bestätigt.
Nicolas VI. de Neufville starb unerwartet am 22. April 1734 (Gründonnerstag) zwischen 11 und 12 Uhr beim Verlassen der Kirche St-Roch in Paris.

## Ehe und Nachkommen
Louis Nicolas de Neufville heiratete am 23. April 1694 Marguerite Le Tellier de Louvois († 23. April 1711 in Versailles an den Pocken), Tochter des Staatsministers François Michel Le Tellier, Marquis de Louvois, und Anne de Souvré, Marquise de Courtanvaux. Ihre Kinder waren:
1. Louis François Anne de Neufville (* 13. Oktober 1695; † 13. Dezember 1765), Herzog von Retz und Pair von Frankreich (1722), 4. Herzog von Villeroy; ⚭ 15. April 1716 Marie-Renée de Montmorency-Luxembourg (* 21. Juli 1697), Tochter von Charles François I. de Montmorency, Herzog von Luxembourg, und Marie-Gillonne Gillier de Clérambault
2. François Camille de Neufville (* 1700; † 26. Dezember 1732 in Paris an den Pocken), Marquis und 20. September 1729 Herzog von Alincourt; ⚭ 4. September 1720 Marie-Joséphine de Boufflers (1704; † 18. Oktober 1738), Tochter von Louis-François, Herzog von Boufflers, und Catherine-Charlotte de Gramont, Schwester von Joseph-Marie, Herzog von Boufflers
3. Marguerite Louise Sophie de Neufville de Villeroy (* um 1698; † 4. Juni 1716); ⚭ 24. Januar 1716 François d’Harcourt (* 4. September 1689; † 10. Juli 1750), Herzog von Harcourt, Pair und Marschall von Frankreich
4. Marie-Madeleine Angélique de Neufville de Villeroy (* Oktober 1707; † 24. Januar 1787); ⚭ (1) 15. September 1721 Joseph Marie de Boufflers (* 1706; † 2. Juli 1747), 2. Herzog von Boufflers, Pair von Frankreich; ⚭ (2) 29. Juni 1750 Charles François II. de Montmorency-Luxembourg (* 31. Dezember 1702; † 18. Mai 1764), Pair und Marschall von Frankreich